# Dzongkha
Dzongkha (tibetische Schreibweise: རྫོང་ཁ, auch Bhutanische Sprache, Jonkha, Bhotia, Zongkhar, Drukke) ist die Amtssprache in Bhutan und wird außerdem in Indien, vornehmlich im direkt an Bhutan grenzenden indischen Bundesstaat Sikkim, gesprochen. 226.000 Sprecher leben in Bhutan (Bhutan hat etwa 672.000 Einwohner laut Volkszählung 2005). Insgesamt hat Dzongkha etwa 237.000 Sprecher weltweit.
Dzongkha ist die Muttersprache der Mehrheit der Bevölkerung Westbhutans. Neben Dzongkha werden noch mindestens 18 weitere Sprachen in Bhutan gesprochen; es gibt aber keine absolute Mehrheitssprache. Der größte Teil dieser Sprachen gehört der Sprachfamilie der transhimalajischen Sprachen an, die die zweitgrößte Sprachfamilie der Welt ist, gemessen an der Anzahl der Sprecher. Dzongkha wird im ganzen Land als lingua franca gesprochen. Wörtlich bedeutet Dzongkha die ཁ་ kha, deutsch ‚Sprache‘, die in der རྫོང་ dzong, deutsch ‚Zitadelle‘ gesprochen wird.
Dzongkha hat sich aus einer älteren Form des Tibetischen entwickelt und gehört zur tibetobirmanischen Untergruppe der transhimalajischen Sprachfamilie. Die Sprache wird in tibetischer Schrift geschrieben.

## Geschichte
Dzongkha ist mindestens seit dem 12. Jahrhundert die Sprache des königlichen Hofs, der militärischen Elite, der gebildeten Schicht und der Regierung. Seit 1961 ist Dzongkha offiziell die Nationalsprache Bhutans. Dzongkha wird als Lingua franca im ganzen Land gesprochen.
Jahrhundertelang diente klassisches Tibetisch oder ཆོས་སྐད་ Chöke als Standardsprache in Bhutan und als Bildungssprache in den Klöstern. Offizielle Sprachpolitik ist ein relativ neues Phänomen in Bhutan. Früher waren solche Entscheidungen eher praxisorientiert: Als die ersten staatlichen Schulen eröffnet wurden, war Hindi die Unterrichtssprache, da aus dem nahen Indien Lehrbücher auf Hindi verfügbar waren. Chöke blieb natürlich die Unterrichtssprache in den Klöstern. Als später mehr staatliche Schulen ihre Türen öffneten wurde zusätzlich zu Hindi in Englisch und Chöke unterrichtet. Die erste formale sprachpolitische Richtlinie wurde 1961 formuliert, als Dzongkha offiziell Nationalsprache Bhutans wurde. Als Folge davon wurden vermehrt Textbücher auf Englisch speziell für bhutanische Schulen entwickelt, die die Hindi-Bücher ersetzten. Noch immer meinte man mit dem Begriff „Dzongkha“ aber eigentlich Chöke. Da die Dzongkha-Sprecher diese zwei Sprachen für ein und dieselbe Sprache hielten, wurden die ersten Versuche einer Vernakularisation als Modernisierungsversuch der Nationalsprache verstanden. Bis 1971 aber blieb das Dzongkha, das in den Schulen unterrichtet wurde, Chöke. Seit damals wurden Versuche unternommen, die geschriebene Sprache der gesprochenen Sprache anzunähern. 1971 sollte die Dzongkha-Division des Bildungsdepartements Unterrichtsmaterialien in Dzongkha entwickeln. Zunächst hielt sich Englisch hartnäckig, heute werden die meisten Fächer immer noch auf Englisch unterrichtet, wenige aber auf Dzongkha. 1986 wurde ein Komitee aufgestellt, dessen Aufgabe es war, Richtlinien zur Förderung des Dzongkha und Ratschläge zur Rechtschreibung zu verfassen. Später wurden dieses Komitee und die Dzongkha-Division des Bildungsdepartements vereinigt und sie verfassten viele exzellente Lehrbücher. Diese neu gebildete Kommission koordiniert linguistische Forschung im Auftrag der königlichen Regierung und hat theoretisch die Autorität, Neologismen einzuführen und die Rechtschreibung zu verändern. Auf Wunsch der Kommission wurde Roman Dzongkha entwickelt, ein System zur phonologischen Romanisierung des Dzongkha. Dieses System wurde 1991 als Standardsystem akzeptiert.

## Phonetik und Phonologie
In Dzongkha stimmen Rechtschreibung und tatsächliche Aussprache oft nicht überein. Dies liegt daran, dass die Schrift sehr konservativ ist, während sich die Aussprache verändert hat.

### Roman Dzongkha
George van Driem erstellte im Auftrag der bhutanischen Regierung ein System zur phonologischen Romanisierung von Dzongkha. Dieses System wurde 1991 als Roman Dzongkha als offizieller Standard eingeführt. Roman Dzongkha gibt den Standarddialekt von Dzongkha wieder, wie er in ཝང་ Wang und ཐེད་ Thê gesprochen wird. Wichtig ist, dass Roman Dzongkha nicht eine Transliteration ist, also nicht die Rechtschreibung wiedergibt, sondern die akkurate Aussprache zeigt. Es können also große Unterschiede zwischen Roman Dzongkha und einer Transliteration von Dzongkha auftreten.

### Konsonanten
Konsonanteninventar des Dzongkha:
|                        |                        | bilabial | bilabial | labio- dental | labio- dental | dental | dental | alveolar | alveolar | post- alveolar | post- alveolar | retroflex | retroflex | palatal | palatal | velar  | velar | uvular | uvular | pha- ryngal | pha- ryngal | glottal | glottal |
| ---------------------- | ---------------------- | -------- | -------- | ------------- | ------------- | ------ | ------ | -------- | -------- | -------------- | -------------- | --------- | --------- | ------- | ------- | ------ | ----- | ------ | ------ | ----------- | ----------- | ------- | ------- |
| stl.                   | sth.                   | stl.     | sth.     | stl.          | sth.          | stl.   | sth.   | stl.     | sth.     | stl.           | sth.           | stl.      | sth.      | stl.    | sth.    | stl.   | sth.  | stl.   | sth.   | stl.        | sth.        |         |         |
| Plosive                | nlab.                  | p ph     |          |               |               |        |        | t th     |          |                |                | ʈ ʈh      |           |         |         | k kh   |       |        |        |             |             |         |         |
| Plosive                | lab.                   | pw pwh   |          |               |               |        |        | tw twh   |          |                |                | ʈw ʈwh    |           |         |         | kw kwh |       |        |        |             |             |         |         |
| Nasale                 | Nasale                 |          |          |               |               |        |        |          | n        |                |                |           |           |         | ɲ       |        | ŋ     |        |        |             |             |         |         |
| Vibranten              | Vibranten              |          |          |               |               |        |        |          | r        |                |                |           |           |         |         |        |       |        |        |             |             |         |         |
| Taps/Flaps             |                        |          |          |               |               |        |        |          |          |                |                |           |           |         |         |        |       |        |        |             |             |         |         |
| Frikative              | Frikative              |          |          |               |               |        |        | s        |          |                |                |           |           | ɕ       |         |        |       |        |        |             |             | h       |         |
| laterale Frikative     | laterale Frikative     |          |          |               |               |        |        | ɬ        |          |                |                |           |           |         |         |        |       |        |        |             |             |         |         |
| Approximanten          | Approximanten          |          |          |               |               |        |        |          |          |                |                |           |           |         | j       |        | w     |        |        |             |             |         |         |
| laterale Approximanten | laterale Approximanten |          |          |               |               |        |        |          | l        |                |                |           |           |         |         |        |       |        |        |             |             |         |         |

Zudem verfügt Dzongkha über die Affrikaten ts, tsʰ, tɕ und tɕʰ.
Silben, die mit einem stimmhaften oder einem entstimmten Konsonanten beginnen, sind tieftonig, Silben, die mit einem aspirierten oder einem stimmlosen Konsonanten beginnen, sind hochtonig. Nach Nasalen, Halbvokalen und [l] ist grundsätzlich beides möglich und der Ton wird in Roman Dzongkha markiert.
Die dentalen Konsonanten im Dzongkha sind wirklich dental und nicht wie im Deutschen weiter hinter den Zähnen artikuliert.

### Vokale
Vokalinventar des Dzongkha:
|                  | vorne | vorne | fast vorne | fast vorne | zentral | zentral | fast hinten | fast hinten | hinten | hinten |
| ung.             | ger.  | ung.  | ger.       | ung.       | ger.    | ung.    | ger.        | ung.        | ger.   |        |
| geschlossen      | i iː  | yː    |            |            |         |         |             |             |        | u uː   |
| fast geschlossen |       |       |            |            |         |         |             |             |        |        |
| halbgeschlossen  | e eː  |       |            |            |         |         |             |             |        | o oː   |
| mittel           |       |       |            |            |         |         |             |             |        |        |
| halboffen        | ɛː    | œː    |            |            |         |         |             |             |        | ɔ      |
| fast offen       |       |       |            |            |         |         |             |             |        |        |
| offen            | aː    |       |            |            |         |         |             |             | ɑ      |        |

In Roman Dzongkha werden diese Vokale mit den Zeichen a, â, e, ê, i, î, o, ô, u, û, ä, ö, ü wiedergegeben. Das Zirkumflex zeigt in Roman Dzongkha die Vokallänge an. Ä, ö und ü sind immer lang.
- Der Vokal ü kann zwischen [y] und [ʏ] variieren
- Der kurze Vokal d variiert in der Aussprache zwischen [e] und [ɛ]
- Die Aussprache des Vokals ä liegt zwischen [ɛ:] und [æ:]
- Die Aussprache des Vokals o kann sich manchmal an [ɔ] annähern
- Dzongkha ö nähert sich selten dem Vokal [ø] an
- Der kurze Vokal a wird als [ɑ] ausgesprochen und ist [ᴧ] in der Aussprache sehr ähnlich. Der lange Vokal â wird als [aː] ausgesprochen

### Tonsystem
Dzongkha ist eine Tonsprache, die zwischen zwei Registertönen unterscheidet: hoch und tief. In Roman Dzongkha wird der Hochton mit einem Apostroph ‘ am Anfang einer Silbe gekennzeichnet. Der Tiefton bleibt unmarkiert. In Roman Dzongkha wird ein Ton nicht markiert, wenn er vorhersagbar ist.
Beispiel:
- Hochton ལྔ ‘nga «fünf»
- Tiefton ང་ nga «Ich».

Mazaudon und Michailovsky (1989) haben phonetische Forschung mit Muttersprachlern des Dzongka aus སྐྱབས་ཆ་ Capcha und ཐིམ་ཕུག་ Thimphu betrieben und gezeigt, dass eine signifikante Anzahl von Dzongkhawörtern zusätzlich die Konturtöne steigend und fallend aufweisen. Diese Konturtöne scheinen aber nicht in allen Dialekten des Dzongkha vorzukommen.

### Silbenstruktur und Phonotaktik
Die historische Silbenstruktur des Dzongkha ist viel komplexer als die moderne Silbenstruktur. Die maximale Struktur sieht man an བརྒྱད་ (brgyad) gä ‘acht’.
Silbeninitial können grundsätzliche alle Konsonanten des Dzongkha stehen, silbenfinal hingegen nur /n, m, ŋ, p, k, ɕ, l, r /.

## Grammatik

### Nominalkategorien

#### Bestimmtheit
Dzongkha kennt einen bestimmten Artikel དེ་ di und einen unbestimmten Artikel གཅིག་ ci. Beide Artikel stehen jeweils nach dem Bezugswort. གཅིག་ ci steht gleichzeitig auch für die Zahl eins.

#### Numerus
Dzongkha unterscheidet zwischen Singular und Plural, aber der Plural funktioniert nicht wie im Deutschen: Der Pluralmarker im Dzongkha ist nicht obligatorisch, auch wenn eine Mehrzahl angegeben werden soll. Das Dzongkha-Pluralsuffix wird mehr verwendet, um zu betonen, dass es viele sind. Um den Plural zu bilden, wird das Pluralsuffix ཚུ་ tshu an das Nomen angehängt. Steht zusätzlich der bestimmte Artikel, so wird das Pluralsuffix zwischen dem Nomen und dem Artikel eingefügt.

#### Kasus
Dzongkha kennt fünf Fälle: Genitiv, Lokativ, Ablativ, Dativ und Ergativ.

##### Genitiv
Der Genitiv gibt Besitz oder eine Teil-Ganzes-Beziehung an. Gebildet wird der Genitiv mit einem Suffix, das je nach Stammendung anders geschrieben wird:
- གྱི་ -gi nach Wörtern auf མ་, ན་, ར་ und ལ་,
- གི་ -gi nach Wörtern auf ག་ and ང་,
- ཀྱི་ -gi nach Wörtern auf བ་, ད་ and ས་

Einige Wörter, die auf einen Vokal enden, erhalten die Genitivendung འི་ -i, andere die Endung གི་ gi.
Unregelmäßig sind die Genitivformen der Personalpronomen:
- ངའི་ ngê ‘mein’
- ང་བཅས་ཀྱི་ ngaci ‘unser’

##### Lokativ
Der Lokativ gibt den Ort oder die Destination eines Gegenstandes an. Um den Lokativ zu bilden, wird das Suffix ནང་ na ans Nomen angehängt. Es gibt auch das Lokativsuffix ཁར་ kha, das aber nur mit einem limitierten Set von Nomina vorkommt.
Beispiel: ང་བཅས་ཀྱི་ཁྱིམ་ནང་ ngaci chi-na ‘in unserem Haus’

##### Ablativ
Mit dem Ablativ gibt man den Ursprungsort an. Gebildet wird der Ablativ mit dem Suffix ལས་ le.

##### Dativ
Mit dem Dativ gibt man das Ziel einer Handlung an. Ist eine Aktivität „für“ oder „zu“ etwas oder jemanden, so wird das Ziel mit dem Dativ markiert. Oft würden wir es auf Deutsch mit dem Akkusativ ausdrücken. Mit dem Dativ kann man auch Ort oder Richtung angeben.
Um den Dativ zu bilden, hängt man das Suffix ལུ་ lu ans Nomen an.
Dative of possession: Die Verben ཡོད་ yö und འདུག་ dû „sein“ können mit dem Dativ verwendet werden, um Besitz anzugeben.
Beispiel:
ང་ལུ་དཔེ་ཆ་གཅིག་ཡོད།
ngâ-lu pecha-ci yö
Ich-[dat] Buch-ein sein
Ich habe ein Buch

##### Ergativ
In Dzongkha wird der Ergativ dazu verwendet, den agentivischen Charakter des Subjekts darzustellen, und zwar – im Gegensatz zum klassischen Ergativ – in transitiven und intransitiven Sätzen. Mit dem Ergativ gibt man auch das Werkzeug an, mit dessen Hilfe eine Handlung ausgeführt wird. Auch den Grund für eine Handlung oder einen Zustand gibt man mit dem Ergativ an.
Um den Ergativ zu bilden, wird das Suffix གྱིས་ ~ ཀྱིས་ ~ གིས་ -gi angehängt.
- གྱིས་ -gi nach Wörtern auf མ་, ན་, ར་ und ལ་,
- ཀྱིས་ -gi nach Wörtern auf ག་ und ང་,
- གིས་ -gi nach Wörtern auf བ་, ད་ und ས་

Beispiel:
མོ་གིས་ང་ལུ་དགའ་།
‘mô-gi ngâ-lu ga
Sie-[erg] ich-[dat] lieben
Sie liebt mich.

#### Genus
Dzongkha hat kein Genussystem.

### Verbalkategorien

#### Das Verb „sein“
In Dzongkha gibt es fünf verschiedene Möglichkeiten, das Verb „sein“ wiederzugeben. Die Wahl ist dabei nicht arbiträr, sondern hängt vom epistemischen Status ab. Die fünf Formen lauten ཨིན་ ’ing, ཨིན་པས་ ’ime, ཡོད་ yö, འདུག་ dû und སྨོ་ mo ~ ’mô.
Die Verben ཨིན་ ’ing und ཨིན་པས་ ’ime sind die equativen Formen des Verbes „sein“. Mit ihnen gibt man Identität oder inhärente Eigenschaften einer Person oder einer Sache an. Oft fungieren sie als Kopula zwischen zwei Nomen, aber man kann mit ihnen auch bekannte Fakten über Ort oder Qualität eines Subjekts angeben. Kurz gesagt, ཨིན་ ’ing und ཨིན་པས་ ’ime identifizieren das Subjekt des Satzes.
Die Unterscheidung zwischen ཨིན་ ’ing und ཨིན་པས་ ’ime ist sehr wichtig in Dzongkha und hat mit der epistemischen Situation des Sprechers zu tun.
Die Form ཨིན་ ’ing gibt bekanntes Hintergrundwissen an, das Bestandteil der Weltanschauung ist.
Um eine Frage mit dem Verb ཨིན་ ’ing zu bilden, wird das Suffix ན་ na an das Verb angehängt. Hier geht der Sprecher davon aus, dass der Adressat die Antwort auf die Frage kennt.
Die Negation von ཨིན་ ’ing ist མེན་ mä. Um eine negative Frage zu bilden, wird auch die Partikel ན་ na verwendet.
Beispiel:
ཁྱོད་སློབ་གྲྭཔ་ཨིན་ན།
chö ’lopdrap ’ina
Du Student sein-[Q]
Bist du ein Student?
Die Form ཨིན་པས་ ’ime gibt neu erworbenes Wissen an. Meist braucht man 'ime in Bezug auf die dritte Person.
Um eine Frage mit dem Verb ཨིན་པས་ ’ime zu bilden, wird das Fragesuffix ག་ ga an das Verb angehängt. Hier ist der Sprecher nicht sicher, ob der Adressat altes oder neues Wissen zu seiner Frage hat.
Die Negation von ཨིན་པས་ ’ime ist པས་ membe. Um eine negative Frage zu bilden verwendet man auch die Partikel ག་ ga.
Beispiel:
ཁྱོད་ཀྱིས་བལྟ་བ་ཅིན་ཁོ་མི་ཕྱུགཔོ་ཨིན་པས་ག།
chö-gi ta-wacin kho ’mi pchup ’ime-ga
Du-[erg] sehen-ob er Mann reich sein-[Q]
Denkst du, er ist ein reicher Mann?
ཡོད་ yö und འདུག་ dû geben den existentialen, örtlichen und attributiven Sinn des Verbes „sein“ wieder. ཡོད་ yö und འདུག་ dû werden örtlich verwendet, um den Aufenthaltsort des Subjekts anzugeben, existentiell, um die Anwesenheit eines Gegenstands anzugeben, und attributiv, um einem Gegenstand eine Eigenschaft zuzuschreiben. Zwischen ཡོད་ yö und འདུག་ dû besteht der gleiche Unterschied wie zwischen ཨིན་ ’ing und ཨིན་པས་ ’ime:
Mit ཡོད་ yö gibt man bereits lange bekanntes Hintergrundwissen an, das Bestandteil des eigenen Weltbilds ist. In der ersten Person wird immer ཡོད་ yö verwendet. Um eine Frage zu bilden wird das Suffix ག་ ga angehängt. Die Negation von ཡོད་ yö ist མེད་ mê.
Beispiel:
ངིའི་ཨམ་ཚུ་ནཱ་ཁྱིམ་ནང་ཡོད།
ngê    ’amtshu nâ    chi-na yö
meine Frau hier Haus-in sein
Meine Frau ist hier im Haus.
Mit འདུག་ dû gibt man neu erworbenes Wissen an. In der zweiten Person wird immer འདུག་ dû verwendet.
Um eine Frage zu bilden wird das Suffix ག་ ga angehängt. Handelt es sich nicht um eine ja-nein-Frage wird stattdessen གོ་ -go verwendet.
Die Negation von འདུག་ dû ist མིན་འདུག་ mindu oder minu.
Beispiel:
བྱི་ལི་དེ་སྒྲོམ་ནང་འདུག།
bj’ili di   drôm-na dû.
Katze die Box-in sein
Die Katze ist in der Box.
Das Verb སྨོ་ mo ~ ’mô ist eine Form des Verbs «sein», welches den Nexus bezeichnet. Es wird ein weiteres logisches Argument dem Satz hinzugefügt. Die Natur dieses Verbs kann ungefähr mit «es ist der Fall, dass» wiedergegeben werden.
སྨོ་ ’mô wird auch als Bestätigungsfrage im Sinne von französisch «N’est-ce pas?» verwendet. Als Bestätigungsfrage verwendet man die Form ‘mô mit Hochton, ansonsten mo mit Tiefton und kurzem Vokal.
Folgt སྨོ་ ’mô direkt auf ein Verb, so wird der Verbstamm flektiert.
Beispiele:
ཁྱོད་ག་ཏེ་འགྱོ་ནི་སྨོ།
chö g’âti jo-ni mo
Du wohin gehen-[inf] sein
Wohin gehst du? (cf. Où est-ce que tu vas? )
སློབ་དཔོན་ཀྱིས་ཧེ་མ་ལས་རང་ང་བཅས་ལུ་འཁྲོམ་ཁ་ལུ་མ་སོང་ཟེར་གསུངས་ཡི་སྨོ།
‘löbö-gi hema-le-ra ngace-lu thromkha-lu ma-song z’e  sung-yi,         ’mô?
Lehrer-[erg] vor-von-[str] wir-zu Markt-zu nicht-gehen dass sagen[hon]-[pt] oder_nicht?
Der Lehrer hat uns wiederholt gesagt, dass wir nicht auf den Markt gehen sollen, oder nicht?

#### Tempus

##### Gegenwart
Stabiler-Zustand-Präsens
Mit dem Stabiler-Zustand-Präsens gibt man andauernde, inhärente oder objektive Umstände an. Daher können nur stative Verben im Stabiler-Zustand-Präsens verwendet werden, niemals Verben, die eine Handlung bezeichnen.
Das Stabiler-Zustand-Präsens besteht aus nur dem bloßen Verbstamm.
Um die Negation davon zu bilden, wird das Präfix མི་ mi- vor der letzten Silbe des Verbs eingefügt. Das bedeutet, dass in mehrsilbigen Verben dieses Präfix ein Infix ist.
Beispiel:
ཁོ་གིས་མོ་ལུ་དགའ།
khô-gi mô-lu ga
er-[erg] sie-[dat] lieben
Er liebt sie.
Präsens Verlaufsform
Die Präsens-Verlaufsform drückt eine Aktivität im Präsens aus, die im Moment des Sprechakts passiert.
Die Präsens-Verlaufsform bildet man, indem man die Endung པའི་སྒང་ -bigang ~ -migang oder བའི་སྒང་ -wigang an den Verbstamm anhängt. Der so kreierte Verlaufsform-Stamm wird mit dem Hilfsverb ཨིན་ ’ing oder ཨིན་པས་ ’ime verwendet. Die Form པའི་སྒང་ -bigang ~ -migang kommt nach Verben auf -p, auf einen Nasal oder harten Stämmen. Nach weichen Stämmen steht བའི་སྒང་ -wigang.
Beispiel:
ད་ལྟོ་ཆོས་སྐྱིད་ཡི་གུ་འབྲི་བའི་སྒང་ཨིན་པས།
d’ato Chöki yig’u  dr’i-wigang       ’ime
jetzt Chöki Brief schreiben-[con] sein
Chöki ist jetzt einen Brief am Schreiben.

##### Vergangenheit
Bezeugte Vergangenheit
Mit der bezeugten Vergangenheit gibt man ein Ereignis in der Vergangenheit an, das der Sprecher – oder im Falle einer Frage der Hörer – bewusst erlebt hat.
Die Zeitform der bezeugten Vergangenheit bildet man, indem man das Suffix ཡི་‑yi oder ཅི་ -ci an den Stamm des Verbes anhängt. Endet der Stamm in Roman Dzongkha auf einen Vokal oder ng, so wird ཡི་‑yi angehängt. Endet der Stamm hingegen auf p, n oder m, so wird ཅི་ -ci angehängt.
Beispiel:
ང་དུས་ཚོད་ཁར་ལྷོད་ཅི།
nga d’ütshökha hö-ci
Ich rechtzeitig ankommen-[pt]
Ich kam rechtzeitig an.
Die Negation der bezeugten Vergangenheit bildet man, indem man das Präfix མ་ ma- „tat nicht“ an die letzte Silbe des Verbstammes anhängt. Die Endungen ཡི་‑yi oder ཅི་ -ci fallen dabei weg. Der Marker མ་ ma- „tat nicht“ ist an sich zeitspezifisch und unterscheidet sich vom Präsensnegationspräfix མི་ mi- „nicht“.
abgeleitete Vergangenheit
Mit der Zeitform der abgeleiteten Vergangenheit gibt man ein Ereignis in der Vergangenheit an, das der Sprecher – oder im Falle einer Frage der Hörer – nicht selbst bewusst erlebt hat. Der Sprecher leitet von der daraus resultierenden Situation ab, was geschehen sein muss.
Die abgeleitete Vergangenheit bildet man, indem man das Suffix ནུག་ -nu an den Verbstamm anhängt.
Beispiel:
ཨོག་ཁང་ནང་སུག་མ་བཞག་ནུག།
‘okha-na suma zhâ-nu
Stall-in Reis_Stroh stellen-[ip]
Das Reisstroh wurde in den Stall gebracht.

##### Zukunft
Futur
Mit dem Futur gibt man eine geplante oder beabsichtigte Aktivität an. Man kann diese Konstruktion auch brauchen, um wohlbekannte Umstände anzugeben.
Um das Futur zu bilden, wird der Infinitiv verwendet und mit dem Hilfsverb ཨིན་ ’ing, ཨིན་པས་ ’ime, མེན་ mä oder མེན་པས་ membe verbunden.
Beispiel:
ང་བཅས་ཕུན་ཚོགས་གླིང་ཚུན་ཚོད་འགྱོ་ནི་ཨིན།
ngace Phüntsho’ling-tshöntshö jo-ni          ’ing
wir Phüntsho’ling-bis gehen-[inf] sein
Wir werden bis nach Phüntsho’ling gehen.
Autolalisches Futur
Das autolalische Futur ist eine spezielle Zukunftsform, die die Absichten des 1SG Subjekts ausdrückt. Man braucht diese Form nur, wenn man selbst darüber nachdenkt, was man tun will. Diese Form wird nicht ausgesprochen, außer man spricht mit sich selbst. Sie tritt auch in Geschichten auf, wenn die Gedanken der ersten Person beschrieben werden.
Das autolalische Futur wird mit der Endung གེ་ནོ་ -geno markiert.
Beispiel:
ལྟ་མ་ང་ཟ་གེ་ནོ།
tama nga z’a-geno
später ich essen-[af]
Ich werde später essen.
Futur Perfekt
Mit dem Futur Perfekt drückt man aus, dass man erwartet, dass ein Ereignis in der Zukunft beendet sein wird, bis ein anderes Ereignis in der Zukunft der Fall ist.
Es wird mit dem Hilfsverb རྙོ་ nyo gebildet.

##### Faktische Zeiten
Faktisches Präsens
Mit dem faktischen Präsens gibt man einen Fakt an, der in der Gegenwart der Fall ist.
Es wird gebildet, indem man das Hilfsverb ཨིན་ ’ing oder ཨིན་པས་ ’ime an den flektierten Verbstamm anhängt.
Beispiel:
ཁོ་ཨེར་མ་དར་ཚིལ་ཟཝ་ཨིན།
kho ’êma-d’âtshi z’au     ’ing
er    ’êma-d’âtshi essen [aux]
Er isst êma-d’âtshi.
Faktisches Präteritum
Mit dem faktischen Präteritum macht man eine Aussage über einen Fakt in der Vergangenheit oder einen Fakt, der seinen Ursprung in der Vergangenheit hat.
Um das faktische Präteritum zu bilden, hängt man das Hilfsverb ཨིན་ ’ing ~ ཨིན་བས་ ’ime an den reduplizierten flektierten Stamm an. Nur der zweite Stamm im reduplizierten Verb ist ein flektierter Stamm.
Beispiel:
ལཱ་དེ་གདང་ཞག་ལས་འབད་འབདཝ་ཨིན།
lâ-di dangja-le be-beu         ’ing
Arbeit-die Tage_vor-von machen-machen [aux]
Wir machen diese Arbeit seit gestern.
Gnomisches Präsens
Mit dem gnomischen Präsens gibt man habituelle oder inhärente Situationen an.
Es wird gebildet, indem man das Suffix པའི་ -bi ~ -mi oder བའི་ -wi an den unflektierten Stamm des Verbs anhängt. བའི་ -wi steht nach weichen Stämmen, པའི་ -bi ~ -mi sonst.
Um eine Frage im gnomischen Präsens zu bilden, wird die Fragepartikel ག་ ga angehängt.
Beispiel:
བྱི་ལི་དེ་གིས་བྱི་ཙི་དེ་ཚུ་གཟུང་པའི་
bj’ili-di-gi bj’itsi-di-tshu zung-bi
Katze-die-[erg] Maus-die-[pl] fangen-gn
Die Katze fängt Mäuse.

##### Wissen durch Beobachtung
Mit diesem Tempus gibt man eine Aktivität oder ein Phänomen an, das während eines Referenzpunktes stattgefunden hat und das der Sprecher gerade beobachtet hat, oder ein Gefühl, das der Sprecher gerade erlebt hat. Dieses Tempus wird speziell dazu verwendet, Wissen durch Beobachtung wiederzugeben.
Um auszudrücken, dass man eine Information durch Beobachtung erhalten hat, hängt man die Endung མས་ -me an den flektierten Stamm des Verbs an.
Die Negation wird mit dem Präfix མི་ mi- gebildet.
Beispiel:
ཁོ་ཨེར་མ་དར་ཚིལ་ཟཝ་མས།
kho ’êma-d’âtsi z’au-me
er   ’êma-d’âtsi essen-[ep]
Er isst ’êma-d’âtsi.

#### Aspekt
Perfektiver Aspekt
Mit dem perfektiven Aspekt gibt man eine Aktivität in der Vergangenheit an, die abgeschlossen ist oder ein Ereignis in der Vergangenheit, dessen Resultat erreicht wurde. In Dzongkha kann man den perfektiven Aspekt auf verschiedene Arten angeben. Für die meisten intransitiven Verben bildet man den perfektiven Aspekt, indem man das Hilfsverb སོ་ so nach dem Verbstamm und vor der Tempusendung einfügt.
Beispiel:
ཤི་སོ་ནུག།
shi-so-nu
sterben-[pf]-[ip]
Er starb./Er ist tot.
Eine Subklasse der intransitiven Verben (vor allem, aber nicht nur Verben, die Gefühle ausdrücken) bilden den perfektiven Aspekt mit dem Hilfsverb ཆི་ che, auch མཆིས་ che geschrieben.
Beispiel:
ང་ཁ་སྐོམ་ཆི་ཡི།
nga khâkom-che-yi
Ich durstig_sein-[pf]-[pt]
Ich bin durstig.
Transitive Verben und eine kleine Gruppe intransitiver Verben formen den perfektiven Aspekt mit dem Hilfsverb རྡ་ da.
Beispiel:
ཕོརཔ་གྲུམ་སོ་ནུག།
Phôp      dr’um-so-nu
Becher zerbrechen-[pf]-[ip]
Der Becher ist zerbrochen.
དཀར་ཡོལ་ཕོརཔ་དཀྲུམས་རྡ་ནུག།
kâyö        phôp      trum-da-nu
Porzellan Becher zerbrechen-[pf]-[ip]
Jemand hat den Porzellanbecher zerbrochen

#### Modus

##### Potentialis
Das Verb འོང་ ong „kommen“ wird als Hilfsverb benutzt, um Potenzialität anzuzeigen. Der Sprecher drückt damit aus, dass er etwas für möglich, aber nicht für sicher hält. Dieses Hilfsverb kann sowohl für Potenzialität in der Zukunft, als auch in der Vergangenheit oder im Präsens verwendet werden.
Potenzialität im Futur
Um Potenzialität in der Zukunft auszudrücken, verbindet man das Hilfsverb འོང་ ong mit dem unflektierten Stamm des Verbs.
Beispiel:
ཁཝ་རྐྱབ་འོང༌།
khau cap-ong
Schnee machen-[pot]
Es könnte schneien.
Vergleiche dazu die periphrastische Konstruktion mit dem Infinitiv, die ausdrückt, dass sich der Sprecher sicher ist, dass es schneien wird:
ཁཝ་རྐྱབ་ནི་ཨིན་པས།
khau cap-ni       ’ime
Schnee fallen-[inf] sein
Es wird schneien.
Potenzialität in der Vergangenheit oder im Präsens
Um Potenzialität in der Vergangenheit oder dem Präsens anzuzeigen, verbindet man das Hilfsverb འོང་ ong mit dem flektierten Verbalstamm.
Beispiel:
ཨིནམ་འོང༌།
‘im-ong
sein-[pot]
Es könnte sein./Es ist möglich.
ནཱ་ལྷོད་ལྷོདཔ་འོང༌།
nâ hö-höp-ong
hier ankommen-ankommen-[pot]
Es könnte bereits angekommen sein.
Wenn das Verb འོང་ནི་ ong-ni „kommen“ mit dem Hilfsverb འོང་ ong gebraucht werden soll, dann wechselt der Verbstamm zu suppletiven Form འཐོན་ thöng.

##### Adhortativ
Mit dem Adhortativ drückt man Aufforderung, Ermunterung oder Ermahnung aus.
Den Adhortativ bildet man, indem man die Endung གེ་ -ge an den unflektierten Verbstamm anhängt.
Die Negation bildet man mit dem Hilfsverb བཤོལ་ shö, das an den flektierten Stamm angehängt wird, und der Endung གེ་ -ge.
Beispiel:
ལ་ཡག་ལུ་འགྱོཝ་བཤོལ་གེ།
Laya-lu jou-shö-ge
Laya-zu gehen-unterlassen-[adh]
Lass uns nicht nach Laya gehen.

##### Optativ
Mit dem Optativ drückt man einen Wunsch aus. Um den Optativ zu bilden, wird das Hilfsverb བཅུག་ cu an den unflektierten Verbstamm angehängt. Die Negation des Optativs bildet man, indem man das Hilfsverb བཅུག་ cu mit dem Präfix མ་ ma- negiert.
Beispiel:
ཁོང་གིས་ཁྱོད་བཟུང་མ་བཅུག།
khong-gi chö zung-ma-cu
sie-[erg] du fangen-nicht-[opt]
Mögen sie dich nicht fangen!

##### Imperativ
Der Imperativ wird verwendet, um Befehle zu erteilen oder eine Aufforderung zu machen
Der Imperativ eines Verbes ist einfach der unflektierte Stamm. Der negative Imperativ wird mit dem Präfix མ་ ma- vor dem Stamm gebildet.
Beispiele:
ཡར་ལོང༌།
yâ  long
auf stehen
Steh auf!
འགྲང་སྐད་མ་རྐྱབ་སྨས།
drangke ma-cap          ’mä
rülpsen nicht-ausführen [fe]
Hey, rülpse nicht!

#### Aktionsart

##### Progressiv
Mit dem Progressiv gibt man eine Aktivität an, von der das Subjekt durch eigene Beobachtungen weiß, dass sie im Präsens gerade stattfindet. Das Progressiv bildet man, indem die Endung དོ་ -do an den Verbstamm von Verben angehängt wird, die eine Aktivität bezeichnen.
Es gibt zwei Möglichkeiten, das Progressiv im Präsens zu verneinen:
- Mit dem Präfix མི་ mi-
- Die negative Form des Verbs „sein“ མེན་ mä wird als Hilfsverb mit dem flektierten Verbstamm benutzt

##### Perseverativ
Das Verb སྡོད་ dö „bleiben, sitzen“ wird als Hilfsverb gebraucht, um „etwas weiter(hin) tun, nicht aufhören, etwas zu tun“ auszudrücken. Es gibt also eine perseverative Aktionsart an.
Beispiel:
ཨ་ལུ་དེ་རྩེདམོ་རྩེ་ནི་དེ་རང་སླབ་སྡོདཔ་མས།
‘alu-di tsêmtse-ni-di-ra          ’lap-döp-me
Kind-das spielen-[inf]-das-[str] sagen-weiter_machen-[ep]
Das Kind sagt immer wieder, dass es spielen [will].

##### Terminativ
Das Hilfsverb ཚར་ tshâ gibt die terminative Aktionsart an, d. h., es drückt aus, dass eine Handlung beendet ist.
Beispiel:
བླ་མ་གྱིས་ཆོས་བཤད་ཚར་ཡི།
‘lama-gi chôshê-tsha-yi
Lama-[erg] predigen-abgeschlossen-[pt]
Der Lama hat fertig gepredigt.

#### Modalität
Können
Es gibt zwei verschiedene Ausdrücke in Dzongkha für zwei verschiedene Aspekte des deutschen Verbs „können“:
- Fähig sein zu etwas

Um auszudrücken, dass man physisch fähig ist, etwas zu tun, verwendet man das Verb ཚུགས་ tshu „fähig sein zu“.
Beispiel:
འཆར་གཞི་དེ་ད་རིས་བཟོ་མ་ཚུགས་པས།
châzhi-di d’ari zo     ma-tshu-be
plan-der heute machen tat_nicht-können-[ak]
[Sie] waren unfähig, den Plan heute zu beenden.
- Wissen wie

Um auszudrücken, dass man weiß, wie man eine Handlung ausführt, braucht man das Verb ཤེས་ shê „wissen wie“.
Beispiel:
འཇམ་དབྱངས་ཀྱིས་ཡང་རྟའི་འགུར་ཞོན་ཤེས་པས།
Jamyang-gi-e       ta-i-gu zh’ön-she-be
Jamyang-[erg]-auch Pferd-[gen]-auf reiten-wissen_wie-[ak]
Auch Jamyang weiß, wie man ein Pferd reitet.
Dürfen
Um Erlaubnis auszudrücken, dass man etwas darf, wird das Verb ཆོག་ cho „dürfen“ verwendet.
Beispiel:
ཏམ་ཁུ་འཐུང་མི་ཆོག།
tangkhu thung mi-cho
Rauch trinken nicht-erlaubt
Rauchen ist verboten.
Die Möglichkeit haben
Um auszudrücken, dass man die Gelegenheit hat, etwas zu tun, wird eine Konstruktion des Infinitivs auf ནི་ ni und dem Verb „sein“ gebraucht.
Beispiel:
ང་བཅས་ཞབས་ཁྲ་རྐྱབ་ནི་མེད།
ngace zh’apthra cap-ni mê
wir Tanz ausführen-[inf] nicht_sein
Wir werden nicht zum tanzen kommen.
བཏུབ་ནི་ tupni
Mit dem Verb བཏུབ་ནི་ tupni kann man Verschiedenes ausdrücken:
- Erlaubnis

Um auszudrücken, dass etwas erlaubt oder in Ordnung ist, wird das Verb བཏུབ་ནི་ tupni gebraucht.
Beispiel:
དེ་སྦེ་འབད་བཏུབ།
d’ebe be-tup
auf_diese_Art machen-in_Ordnung_sein
Es ist in Ordnung, es so zu machen.
- Wille des Subjekts

Mit dem Verb བཏུབ་ནི་ tupni kann man auch ausdrücken, was das Subjekt tun will oder würde oder tun wird.
Beispiel:
ད་ལཱ་ཡང་འབད་མི་བཏུབ་འོང༌།
d’a   lâ-e        be-mi-tup-ong
jetzt Arbeit-auch machen-nicht-in_Ordnung_sein-[pot]
Jetzt wird [er] die Arbeit wahrscheinlich auch nicht machen.
Müssen
Um Zwang auszudrücken, dass man etwas tun muss, wird das Verb དགོ་ gô „müssen“ verwendet. Die Negation lautet མི་དགོ་ minggo und མི་དགོ་པས་ minggobe „nicht nötig sein“, „nicht wollen“.
Beispiel:
ང་བཅས་ཁྱིམ་འཚོལ་དགོ་པས།
ngace chim tshö-go-be
wir Haus suchen-müssen-[ak]
Wir müssen ein Haus suchen
Wahrscheinlichkeit
Mit dem Verb འདྲ་བས་ drä drückt man Wahrscheinlichkeit aus.
Beispiel:
ཁྱོད་དཔལ་འབྱོར་གྱི་བུ་ཨིནམ་འདྲབས་སྦོ།
chö Pänjo-gi b’u  ’im-drä     bô
du Pänjo-[gen] Sohn sein-[prb] [ctr]
So, du musst Pänjos Sohn sein.

#### Evidentialität
Um auszudrücken, dass man eine Information vom Hörensagen hat, braucht man die satzfinale Partikel ལོ་ lo.
Beispiel:
གཞུང་གིས་རང་ཁྲིམས་དེ་བཙུགཔ་མས་ལོ།
zhung-gi-ra thrim-di tsup-me lo
Regierung-[erg]-[str] Gesetz-das vorstellen-[ep] [he]
Wir haben gehört, dass die Regierung dieses Gesetz vorstellt.

#### Infinite Verbformen

##### Partizipien
Partizip Präsens
Das Partizip Präsens markiert eine Aktivität, die gleichzeitig wie die vom Hauptverb angegebene Aktivität verläuft.
Um das Partizip Präsens zu bilden, wird die Endung དང་ -da als Suffix an den flektierten Verbstamm angehängt.
Beispiel:
ང་འགྱོཝ་དང་ཁོང་ལགཔ་གཡུག་དོ་བས།
nga jou-da khong lap    ’yü-dee
Ich gehen-[pg] sie Hand winken-[pr-ak]
Sie winkten, als ich ging.
Duratives Partizip Präsens
Das durative Partizip Präsens zeigt eine lange andauernde Aktivität an, die gleichzeitig wie die vom Hauptverb angegebene Aktivität verläuft.
Um es zu bilden wird das Suffix ས་རང་ -sara an den reduplizierten Stamm des Verbs angehängt. Im reduplizierten Verb ist der erste der beiden Stämme flektiert.
Beispiel:
ཨ་ལུ་དེ་སྔུཝ་སྔུ་ས་རང་སྡོདཔ་མས།
‘alu-di     ’ngû-’ngu-sara döp-me
Kind-das weinen-weinen-[dpg] weiter_machen-[ep]
Das Kind [sitzt hier und] weint die ganze Zeit.
Partizip Perfekt und Perfektgerundium
Das Partizip Präsens Gerundium hat verschiedene Verwendungszwecke:
- Als Gerundium, das einen Teilsatz modifiziert: Wenn es als Gerundium einen Teilsatz modifiziert, dann drückt das Partizip Perfekt ein Ereignis aus, das dem Ereignis des Hauptverbs zeitlich vorausgeht.
- Als prädikatives Adjektiv: Wird es als prädikatives Adjektiv verwendet, so funktioniert es wie im Deutschen
- Als Gerundium, das das Hauptverb modifiziert: Modifiziert das Gerundium das Hauptverb, so drückt es den Anfang eines Zustands oder einer Aktivität aus, die zur vom Hauptverb angegebenen Zeit beginnt.

Das Partizip Perfekt wird gebildet, indem man die Endungen སྟེ་ ~ ཏེ་ ~ དེ་ -di an den Verbstamm anhängt. Die Endung wird ཏེ་ -di geschrieben, wenn das Verb auf orthografisch ན་, ར་, ལ་ oder ས་ endet; དེ་ -di, wenn es auf ད་endet und སྟེ་ -di ansonsten.
Beispiele:
ང་དབང་འདུས་ལུ་སོང་སྟེ་དཀའ་ངལ་ཐོབ་ཅི།
nga ’Wangdi-lu song-di kange thop-ci
ich ’Wangdi-nach gehen-[pp] Problem erhalten-[pt]
Nachdem ich nach 'Wangdi gegangen war, bekam ich ein Problem.
ཚོང་ཁང་སྒོ་བསྡམ་སྟེ་ཨིན་པས།
tshongkha go dam-di          ’ime
Laden Tür schließen-[pp] sein
Die Läden waren geschlossen.
ལཱ་དང་འཁྲིལ་ཏེ་ གླ་ སྤྲོད་ ནི་ ཨིན།
lâ-da thrî-di       ’la trö-ni       ’ing
Arbeit-mit abhängen-[pp] Lohn zahlen-[inf] [aux]
Der Lohn wird entsprechend [der Qualität] der Arbeit gezahlt.
Das Suffix སྟེ་ ~ ཏེ་ ~ དེ་ -di wird auch an Verben im Indikativ oder im Imperativ affigiert, um eine Folge von Aktivitäten anzugeben, wobei die lineare Elementfolge die chronologische Abfolge der Aktivitäten wiedergibt. So gesehen, fungieren diese Endungen als konkatenatives Gerundium, das Prädikate koordiniert.
Dieses Suffix kann auch in einer Konstruktion gebraucht werden, die eine Ursache oder einen Grund angibt. Eine solche Konstruktion besteht aus einem Teilsatz mit einem flektierten Verbstamm, das mit einem Ablativsuffix markiert ist und von der Phrase བརྟེན་ཏེ་ tendi gefolgt wird.
Promptes Perfektgerundium
Das prompte Perfektgerundium spezifiziert eine vorangegangene Handlung, die gerade passiert ist und die als temporales Adverb im Sinne von Englisch „as soon as“ fungiert. Es modifiziert das Verb des Hauptsatzes.
Zur Bildung wird die Endung ཅིག་ -ci an den flektierten Verbstamm angehängt.
Regulares Perfektgerundium
Die Perfektgerundium-Endung ཤིང་ན་ -shina wandelt ein Verb zu einem temporalen Adverb, das das Verb des Hauptsatzes modifiziert.
Um das regulare Perfektgerundium zu bilden, wird das Suffix ཤིང་ན་ -shina an den flektierten Verbstamm angehängt.
Beispiel:
ཚར་གསུམ་རང་སླབ་ཤིང་ན་ད་རུང་མ་གོ་ག།
tshâ sum-ra ’lap-shina d’oro ma-g’o-ga
Mal drei-[str] sagen-[pfg] noch tat_nicht-hören-[Q]
Nachdem ich es [dir] drei Mal gesagt habe, hast du immer noch nicht gehört [was ich gesagt habe]?

##### Infinitiv
Der Infinitiv wird als verbales Nomen gebraucht. Als solches kann es mit dem bestimmten oder unbestimmten Artikel stehen oder auch mit Postpositionen. Es funktioniert wie ein normales Nomen in einem Syntagma. Der Infinitiv kann auch für umschreibende Konstruktionen gebraucht werden.
Der Infinitiv wird gebildet, indem man die Endung ནི་ -ni an den Verbstamm anhängt.
Beispiel:
ང་བོད་འཆམ་ལྷབ་ནི་དེ་གནམ་མེད་ས་མེད་ལཱ་ཁག་འདུག།
nga b’öcham lhap-ni-di       ’namesame lâkha dû
ich bhutanischer_Maskentanz lernen-[inf]-der sehr schwierig sein
Es ist sehr schwierig für mich, den bhutanischen Maskentanz zu lernen
umschreibende Konstruktionen mit dem Infinitiv
Die Kombination eines Infinitivs mit den Formen des Verbs „sein“ ཡོད་ yö, འདུག་ dû, མེད་ mê oder མིན་འདུག་ minu gibt eine vorliegende Aktivität oder ein vorliegendes Ereignis an.
Der Infinitiv kann mit den Hilfsverben ཨིན་ ‘ing, ཨིན་པས་ ‘ime, མེན་ mä und མེན་པས་ membe kombiniert werden, um über ein geplantes oder beabsichtigtes Ereignis oder eine Aktivität in der Zukunft zu sprechen. Die Kombination kann aber auch etablierte Umstände angeben.
Beispiel:
ཨམ་ཚུ་དེ་ཚུ་ག་ཏེ་འགྱོ་ནི་ཨིན་ན།
‘amtshu-di-tshu g’âti jo-ni       ’ina
Frau-die-pl wohin gehen-[inf] sein[Q]
Wohin gehen die Frauen?
Die Kombination eines Infinitivs mit der Form འབད་དོ་བས་ bedee ergibt die Bedeutung «dran sein etwas zu tun».
Beispiel:
ཆུ་ཁོལ་ནི་འབད་དོ་བས།
chu khö-ni be-dee
Wasser kochen-[inf] machen-[pr-ak]
Das Wasser wird gleich kochen.
Den Infinitiv kann man auch mit der Negation des Verbs འོང་ ong «kommen» kombinieren, was die Bedeutung „nicht sollen“ ergibt.
Beispiel:
དུག་འགུར་ལགཔ་འདོགས་ནི་མི་འོང༌།
d’û-gu lapdô-ni mi-ong
Gift-auf berühren-[inf] nicht-sollen
Du solltest nicht Gift berühren mit deinen Händen

##### Supinum
Mit einer Supinum-Konstruktion drückt man eine Absicht oder einen Zweck aus.
Das Supinum bildet man, indem man die Endung  པར་ -ba ~ -ma oder བར་ -wa an den unflektierten Verbstamm anhängt. པར་ -ba ~ -ma steht nach harten Stämmen, བར་ -wa nach weichen Stämmen.

#### Suffix des erworbenen Wissens
Mit dem Suffix des erworbenen Wissens drückt man aus, dass die im Satz ausgedrückte Information neu erworbenes Wissen ist. Wird dieses Suffix nicht verwendet, kann man davon ausgehen, dass die Information schon länger bekannt war.
Das Suffix des erworbenen Wissens lautet  པས་ -be ~ བས་ -we und wird an den unflektierten Verbstamm angehängt. པས་ -be wird nach Wörtern in einen Konsonanten in Roman Dzongkha und nach harten Stämmen verwendet, བས་ -we nach weichen Stämmen.
Beispiel:
ཁོ་གིས་མོ་ལུ་དགའ་བས
khô-gi mô-lu ga-e
er-[erg] sie-[dat] lieben-[ak]
Er liebt sie

#### Flektierte Verbstämme
Es gibt vier Möglichkeiten, den flektierten Stamm eines Verbs zu bilden:
- Verben auf -ng, -n und -m in Roman Dzongkha: der letzte Konsonant wird zu -m. Bei Verben auf -n oder -ng wird der Vokal vor dem -m gelängt
- Verben auf -p in Roman Dzongkha: keine Veränderung
- Verben auf einen Vokal in Roman Dzongkha:
  - Entweder wird ཝ་ -u (weiche Stämme)
  - Oder པ་ -p angehängt (harte Stämme)[53]

#### Der Subordinator མི་ mi
Die Endung མི་ -mi, die direkt am Verbstamm angehängt wird, verwandelt ein Verb in einen Nominalkonstituenten, der unabhängig als head oder attributiv verwendet werden kann.

### Adjektive und Adverbien

#### Komparativ
Die Anwendung des Komparativs im Dzongkha entspricht der Anwendung des Komparativs im Deutschen: Man stellt damit einen Vergleich an.
Den Komparativ bildet man, indem man die Postposition བ་ -wa «als» dem modifizierten Nomen nachstellt, aber noch vor dem bestimmten Artikel དེ་ di.
Beispiel:
ངའི་ཕོ་རྒནམ་དེ་ཁྱོད་ཀྱི་ཕོ་རྒནམ་བ་རྒས།
ngê-phôgem-di chö-gi phôgem-wa gê
mein-älterer_Bruder-der du-[gen] älterer_Bruder-als alt_sein
Mein älterer Bruder ist älter als dein älterer Bruder

#### Superlativ
Die Anwendung des Superlativs im Dzongkha entspricht der Anwendung des Superlativs im Deutschen.
Den Superlativ bildet man mit der Postposition ཤོས་ -sho.
Beispiel:
ཕྱུགཔོ་་ཤོས་ཁོ་ཨིན།
pchup-sho kho ’ing
reich-am_meisten er sein
Er ist der Reichste.

#### Adverbialisierer
Der Stamm des Verbes འབད་ be „machen“/„tun“ kann als Suffix an Phrasen oder Wortarten angehängt werden, um Adverbien zu bilden.

### Untergeordnete Sätze
Es gibt verschiedene Möglichkeiten, einen untergeordneten Satz in Dzongkha zu bilden. Wird ein Verbstamm flektiert, wird der Satz mit der Bedeutung „die Tatsache, dass“ nominalisiert. Der flektierte Verbstamm wird dann ein Komplement des Verbs des Hauptsatzes. Der nominalisierte flektierte Verbstamm kann auch Endungen oder Postpositionen erhalten.
Beispiel:
ཁོ་འོང་ནི་ཨིནམ་ང་གིས་བརྗེད་སོ་ནུག།
kho ong-ni       ’im  ’ngâ-gi jê-so-nu
er kommen-[inf] [aux] ich-[erg] vergessen-[pf]-[ip]
Ich habe vergessen, dass er kommt.
Um Fragesätze mit einem „ob“ oder Interrogativpronomen in Dzongkha wiedergeben zu können, braucht man die Interrogativpartikel ག་ ga oder ན་ na.
Im Allgemeinen werden untergeordnete Sätze, die Komplement von verba sentiendi et dicendi sind, vom Subordinator ཟེར་ z’e „dass“ regiert.

### Direkte und indirekte Rede
Wird der Subordinator ཟེར་ z’e „dass“ mit verba dicendi gebraucht, wird indirekte Rede ausgedrückt.
Beispiel:
ཁོ་ལཱ་འབདཝ་ཨིན་ཟེར་སླབ་ཨིན་པས།
kho lâ     beu     ’ing z’e  ’lap ’ime
er Arbeit machen [aux] dass sagen [aux]
Er sagt, er arbeite.
Der Subordinator ཟེར་ z’e „dass“ wird auch gebraucht, um direkte Rede einzuleiten. Manchmal kann man nur dank dem Kontext unterscheiden, ob indirekte oder direkte Rede gemeint ist. Oft wird für die direkte Rede aber eine andere Konstruktion als für indirekte Rede verwendet.
Beispiel:
བཀའ་དྲིན་ཆེ་ཟེར་སླབ་ཤིག།
kadr’iche z’e  ’lap-sh
danke dass sagen-[u]
Sag ‘Danke’!

### Konjunktionen

#### Die konditionale Konjunktion „wenn“/„falls“
Um ein Konditional zu bilden, wird die Konjunktion པ་ཅིན་  -bacin, བ་ཅིན་  -wacin oder མ་ཅིན་ -macin „wenn“/„falls“ ans Verb am Satzende angehängt. Die Endung བ་ཅིན་  -wacin steht nach Verben mit einem weichen Stamm, མ་ཅིན་ -macin nach bestimmten Verben auf -m oder -ng und པ་ཅིན་  -bacin überall sonst. Der Verbstamm bleibt dabei unflektiert. Die Konjunktion པ་ཅིན་  -bacin ˜ བ་ཅིན་  -wacin kann zu ན་ -n gekürzt werden und wird dann direkt ans Verb affigiert. Zur Negation wird das Präfix མ་ ma- verwendet.
Beispiel:
ང་ཁྱོད་ཨིན་པ་ཅིན་ང་གིས་སྣུམ་འཁོར་དེ་ག་ལུ་ཡང་བར་བར་མི་བྱིན།
Nga chö   ’im-bacin   ’ngâ-gi   ’numkho-di g’â-lu-e       ’nya-wa mi-bj’in
ich du     sein-wenn ich-[erg] Fahrzeug-das wer-zu-auch leihen-[sup] nicht-geben
Wenn ich dich wäre, würde ich den Wagen niemandem ausleihen.

#### Die konzessive Konjunktion „obwohl“
Die Konjunktion རུང་ -ru „obwohl“ wird ans Verb am Ende des konzessiven Teilsatzes angefügt. Zur Negation wird das Präfix མ་ ma- verwendet.
Beispiel:
ང་ནངས་པ་ཆུ་ཚོད་དྲུག་ལུ་མ་འོང་རུང་བཏུབ་ག།
Nga nâba chutshö-dr’û-lu ma-ong-ru tup-ga
ich morgen Uhr-sechs-um nicht-kommen-obwohl in_Ordnung_sein-[Q]
Wird es in Ordnung sein, auch wenn ich morgen nicht um sechs Uhr komme?

#### Die adversative Konjunktion „aber“
Auf Dzongkha gibt es verschiedene Möglichkeiten, die deutsche adversative Konjunktion „aber“ auszudrücken, je nachdem, was für eine Art Kontrast ausgedrückt werden soll.
མེན་པར་ memba
Die Konjunktion མེན་པར་ memba „aber, lieber“ wird verwendet, um einen spezifischen Kontrast zwischen zwei Optionen darzustellen: „nicht das, aber das“.
མེན་པར་ memba „aber, lieber“ wird an den flektierten Stamm des Verbs angehängt am Ende der ersten Proposition. Das Verb wird dabei negiert.
དི་འབདཝ་དང་ d’i beuda
Die Konjunktion དི་འབདཝ་དང་ d’i beuda „aber“ gibt einen kategorischen Kontrast an
དེ་འབད་བར་ d’i bewa
Mit der Konjunktion དེ་འབད་བར་ d’i bewa „aber“ gibt man einen weniger kategorischen Kontrast an
Die alternative Konjunktion „oder“
Auch die verschiedenen Funktionen der Konjunktion „oder“ werden in Dzongkha mit verschiedenen Wörtern wiedergegeben.
ཡང་ཅིན་ yangcin
ཡང་ཅིན་ yangcin gibt einige der häufigsten Funktionen des deutschen „oder“ wieder.
སྨོ་ mo
Will man zwei Alternativen angeben, so wird das Verb སྨོ་ mo hinter beiden Alternativen gesetzt.
ཡ་ ya
Wenn es um eine Wahl zwischen zwei Dingen geht, die durch ein Nomen oder ein Demonstrativum ausgedrückt werden, dann wird die Konjunktion ཡ་ ya verwendet.
དེ་མེན་ d’imä ~ d’imen oder དེ་མེན་རུང་ d’imeru
Wenn zwei Alternativen präsentiert werden und die zweite realisiert wird, wenn es die erste nicht wird, dann wird entweder der Ausdruck དེ་མེན་ d’imä ~ d’imen «ansonsten» oder དེ་མེན་རུང་ d’imeru «oder sonst» verwendet.

#### Die kausative Konjunktion „weil“
Die Konjunktion ག་ཅི་ཨིནམ་ཟེར་བ་ཅིན་ g’aci’im-z’ewacin „weil“ wird verwendet, um den Grund oder die Ursache für eine Proposition der vorhergegangenen Aussage anzugeben.
Beispiel:
ཁོ་ལུ་ཆ་བཞག་ནི་མི་འོང་ ག་ཅི་ཨིནམ་ཟེར་བ་ཅིན་ཁོ་ཤོབ་རྐྱབ་ཨིན།
khô-lu chazhâ-ni mi-ong g’aci’im-z’ewacin kho shopcap   ’ing
er-[dat] verlassen-[inf] nicht-sollen weil er    lügen     [aux]
Man sollte sich nicht auf ihn verlassen, da er ein Lügner ist.
Auch die beiden weniger häufig vorkommenden Konjunktionen ག་ཅི་སྨོ་ཟེར་བ་ཅིན་ g’acimo-z’ewacin und ག་ཅི་འབད་ཟེར་བ་ཅིན་ g’acibe-z’ewacin drücken eine kausative Beziehung aus.

### Höflichkeitsformen
Wie Tibetisch, hat auch Dzongkha ein spezielles Lexikon für formale Situationen.
Die Höflichkeitsform wird verwendet, wenn Personen hohen Ranges angesprochen werden, denen Respekt gezollt werden muss, und auch, wenn auf solche Personen referiert wird.
Meist sind die honorifics ganz andere Wörter. Es sind sowohl Pronomen und Nomen wie auch Verben betroffen.
Hier einige Beispiele:
Verben
| Standard   | Höflichkeitsform      | Deutsch         |
| ---------- | --------------------- | --------------- |
| སླབ་ ’lap   | གསུང་ sung und ཞུ་ zh’u | sprechen, sagen |
| ཟ་ z’a     | བཞེས་ zhê              | essen           |
| འཐུང་ thung | བཞེས་ zhê              | trinken         |
| འོང་ ong    | བྱོན་ j’ön              | kommen          |
| རྐྱབ་ cap    | གནང་ ’nang            | ausführen       |

Nomen
| Standard    | Höflichkeitsform | Deutsch |
| ----------- | ---------------- | ------- |
| གཟུགས་ zû    | སྐུ་གཟུགས་ kuzu     | Körper  |
| ལགཔ་ lap    | ཕྱག་ châ          | Hand    |
| མིག་ཏོ་ ’mito | སྤྱན་ cen          | Auge    |
| ཁ་ kha      | ཞལ་ zh’ä         | Mund    |
| མགུ་ཏོ་ guto  | དབུ་ ’û           | Kopf    |

Auch die Partikel ལགས་ lâ am Ende eines Satzes ist ein Zeichen für Höflichkeit
Beispiel:
ང་ལུ་དངུལ་ཀྲམ་གཅིག་བརྒྱ་དེ་ཅིག་ལྷང་གནང་ལགས།
ngâ-lu    ’ngütram cikja-deci lhang-’nang lâ
Ich-[dat] ’ngütram einhundert-so_viel anbieten-geben [pol]
Bitte geben Sie mir einhundert 'ngütram.

### Numeralia
In Dzongkha gibt es ein Zahlensystem basierend auf 10 (Dezimalsystem) und eines basierend auf 20 (Vigesimalsystem).
Hier die Zahlen von 1 bis 10 im Dezimalsystem:
| ༡  | གཅིག་   | cî, ci | eins   |
| ༢  | གཉིས་   | ’nyî   | zwei   |
| ༣  | གསུམ་   | sum    | drei   |
| ༤  | བཞི་    | zhi    | vier   |
| ༥  | ལྔ་     | 'nga   | fünf   |
| ༦  | དྲུག་    | d'rû   | sechs  |
| ༧  | བདུན་   | dün    | sieben |
| ༨  | བརྒྱད་   | gä     | acht   |
| ༩  | དགུ་    | gu     | neun   |
| ༡༠ | བཅུ་ཐམ་ | cuthâm | zehn   |

## Schrift
Das Dzongkha-Alphabet ist identisch mit der tibetischen Schrift und wird ’Ucen དབུ་ཅན་-Schrift genannt. Diese Schrift wurde auf der Basis der Gupta- oder Brahmi-Schrift entwickelt, die in der Mitte des siebten Jahrhunderts für Sanskrit verwendet wurde. Neben der ‘Ucen-Schrift gibt es die formale Handschrift མགྱོགས་ཚུགསམ་ jôtshum und die kursive Handschrift མགྱོགས་ཡིག་ jôyi.